# Galeria Nova
Art Agenda Nova (Galeria Nova) – galeria sztuki współczesnej w Krakowie. Galeria Nova założona została w 2002 roku przez Małgorzatę i Marcina Gołębiewskich. Mieści się przy ul. Stefana Batorego 2 w Krakowie.
Art Agenda Nova zorientowana jest na młodą sztukę współczesną. W swojej szerokiej działalności wspiera ekstremalne projekty artystyczne a także interesujące debiuty – m.in. debiut Tomka Kowalskiego i Agnieszki Polskiej. Prezentuje sztukę poszukującą nowych środków wyrazu – wystawiane są tam prace nie tylko z dziedziny malarstwa, ale także fotografii, performanceu czy sztuki nowych mediów.
Galeria Nova współpracuje takimi twórcami jak: Norman Leto, Łukasz Surowiec, Michał Chudzicki, Michał Zawada, Karolina Kowalska oraz Katarzyna Skrobiszewska.
Współpracuje z instytucjami i ośrodkami kultury w Polsce i za granicą, takimi jak: Ausstellungshalle i BestregARTs we Frankfurcie nad Menem. Na stałe współpracuje z Fundacją Wschód Sztuki.